# Le particelle elementari
(Incipit di Le particelle elementari)
Le particelle elementari (in lingua originale Les particules élémentaires) è un romanzo dello scrittore francese Michel Houellebecq, pubblicato in originale nel 1998, in Italia nel 1999 da Bompiani. È il suo secondo romanzo, ed ha permesso all'autore di diventare un caso letterario mondiale, venendo tradotto in almeno 25 paesi.
Nel 1998 ha vinto il premio letterario francese Prix Novembre, ed il premio letterario internazionale IMPAC di Dublino nel 2002.

## Trama
Il libro si apre con una breve introduzione, in cui si anticipa il contenuto della narrazione: la storia di un uomo, Michel Djerzinski, che tramite il suo lavoro ha saputo creare le condizioni per una mutazione metafisica radicale, una svolta necessaria per chiudere un periodo storico infelice e desolante per il genere umano. Segue una poesia dedicata agli uomini di quell'epoca.
Nel luglio del 1998, Michel Djerzinski, biologo molecolare che può vantare una carriera già ricca di successi professionali, arrivato ai quarant'anni ha deciso di lasciare il lavoro, dal quale non riesce più a trarre soddisfazione. La sua vita privata, peraltro, si può definire inesistente. Un lungo flashback ripercorre quindi la storia familiare di Michel e del fratellastro Bruno, uniti da una madre che li ha abbandonati presto per seguire modelli di vita basati sulla ricerca della soddisfazione personale, precorrendo i tempi, e dall'assenza di una figura paterna. Entrambi vengono quindi allevati dai nonni, ma se per Michel questo vuol dire un'infanzia tutto sommato felice, in cui può cominciare a sviluppare un talento precoce per gli studi scientifici, la morte per un incidente domestico della nonna di Bruno avrà come conseguenza un lungo periodo in un collegio, dove diventa vittima delle pesanti vessazioni degli alunni più grandi.
Giunto il periodo dell'adolescenza Michel conosce Annabelle, sua vicina di casa e quasi coetanea, una ragazza dolce e spensierata che sviluppa un profondo affetto per quel ragazzo riservato ed intelligente. Per Bruno arrivano le prime delusioni nei suoi rapporti con l'altro sesso, delusioni destinate a seguirlo perennemente. Il caso vuole che i due fratelli finiscano nello stesso liceo e comincino a frequentarsi. Mentre nella società che li circonda iniziano a svilupparsi i segni di una rivoluzione dei costumi a carattere spiccatamente materialista ed edonista, Annabelle cresce sviluppando una bellezza radiosa, a cui però Michel non sembra essere minimamente sensibile, come del resto per quasi tutto quello che lo circonda, tranne gli studi, dove eccelle. Bruno nel frattempo si rifugia nella masturbazione, pur non sfigurando a scuola e riuscendo a diplomarsi assieme al fratellastro. In occasione di una breve vacanza in una comunità hippy, Annabelle, sentendosi respinta da Michel, ha una breve relazione con un ragazzo. Michel coglie l'occasione per distaccarsene, rifugiandosi nell'isolamento del campus universitario, e nemmeno l'improvvisa morte della nonna, unico vero affetto per il ragazzo, riesce a farli riavvicinare.
La narrazione ritorna quindi al 1998. Bruno oramai quarantenne si reca in una comunità New Age in cerca di avventure erotiche, ed incontra Christiane, un'insegnante di scienze naturali con cui intreccia una relazione inizialmente solo sessuale, ma che diventa poi un rapporto più stretto. A poco a poco i due scoprono di avere in comune molte esperienze, non da ultimo un matrimonio fallito ed un rapporto problematico con un figlio adolescente. Contemporaneamente Michel, in cerca di intuizioni per portare avanti un suo progetto ancora non ben definito, contatta il fratellastro, riallacciando i loro rapporti, il che porta ad una serie di incontri, facendo riaffiorare ricordi e stimolando riflessioni su vari argomenti: l'individualismo dilagante, il rapporto difficile con i figli, il matrimonio fallito già in partenza di Bruno, e come questo lo abbia spinto a scrivere poesie, a rapporti con prostitute, ed alle sedute di psicanalisi, rimedi insufficienti che non gli hanno evitato il ricovero in una clinica psichiatrica ed il prevedibile divorzio. La relazione con Christiane intanto diventa un rapporto fisso, tra sesso di gruppo e confidenze intime, e per la prima volta dopo tanto tempo per Bruno sembra affacciarsi la possibilità di trovare un equilibrio emotivo. Parallelamente, un'occasione dolorosa fa reincontrare Michel e Annabelle dopo venticinque anni, portandoli a riallacciare quella relazione mai veramente nata.
Ma il destino si mette di traverso: Christiane subisce un peggioramento di una malattia alle vertebre, e si ritrova senza più l'uso delle gambe; percependo la riluttanza di Bruno a continuare la relazione, si suicida. Bruno rientra quindi volontariamente in clinica psichiatrica. Ne esce per rincontrarsi un'ultima volta con Michel per assistere alla fine della madre malata, esperienza che permette a Bruno di sfogare il suo rancore, mentre lascerà Michel come sempre del tutto indifferente. Oramai ha un progetto definito: superare i problemi di instabilità del Dna progettando configurazioni più stabili, e decide quindi di trasferirsi in Irlanda, per poter continuare gli studi. Venuta a saperlo, Annabelle capisce ancora una volta di non essere riuscita a incrinare lo schermo che separa Michel dal resto del genere umano, e gli chiede di darle almeno un figlio. Purtroppo la presenza di segni di tumore all'utero la costringono ad abortire ed a sottoporsi ad isterectomia totale, e Michel decide di rimanerle accanto, ma l'intervento è tardivo: alla scoperta della diffusione del tumore, Annabelle si toglie la vita. Michel si trasferisce quindi in Irlanda, dove lo raggiunge l'inizio del nuovo millennio.
Dopo una poesia che richiama quella del prologo, la narrazione procede con gli studi e le scoperte che hanno permesso a Michel Djerzinski di rivoluzionare l'esistenza stessa del genere umano, sforzo che però esaurisce tutte le sue velleità, portandolo al probabile suicidio. Nell'Epilogo, viene spiegato come le conseguenze delle sue scoperte, sostenute con particolare efficacia da un giovane e carismatico biochimico di nome Frédéric Hubczejak, abbiano alla fine portato alla creazione di un nuovo genere umano, geneticamente esente da tutti i difetti del vecchio, già da tempo comunque avviato al proprio declino, e come questo spieghi il fatto che il tutto sia avvenuto tranquillamente, senza veri traumi.

## Personaggi
- Michel Djerzinski. Biologo molecolare di valore, incapace suo malgrado di provare emozioni per gli esseri umani, finisce più o meno consapevolmente per creare le basi di una mutazione radicale (culturale e fisica) per l'intero genere umano, di cui però non vedrà la nascita.
- Bruno Clément. Fratellastro maggiore di Michel per parte di madre, come lui abbandonato da giovane dai genitori e cresciuto in un ambiente di soprusi, ne condivide l'incapacità ad amare, che manifesta come morbosa dipendenza dal sesso.
- Janine Ceccaldi. Madre di Michel e Bruno, li abbandona entrambi per inseguire il proprio obbiettivo edonistico, fino alle estreme conseguenze.
- Marie Le Roux. Madre del secondo marito di Janine e nonna di Michel, si prende cura del nipote con totale abnegazione.
- Annabelle Wildening. Ragazza dolce e di grande fascino, crescendo accanto a Michel, svilupperà nei suoi confronti un amore infelice, destinato a non essere corrisposto, che la spingerà verso avventure fallimentari. Il ritrovarsi non cambierà un destino segnato.
- Christiane. Grazie alle molte cose che la accomunano a Bruno, vivrà con lui l'illusione di una relazione stabile e felice. Una grave malattia metterà fine alle loro speranze.

## Temi e stile narrativo
L'origine del successo di questo libro, che ha proiettato l'autore dall'ambito nazionale a fenomeno di fama mondiale, è in parte dovuto al suo peculiare stile, oltre che ai provocatori contenuti, che hanno fatto guadagnare allo scrittore un posto tra i grandi nichilisti letterari. Nel libro si alternano descrizioni lucide e distaccate, redatte in uno stile asciutto, quasi asettico, tipico dei saggi specialisti scientifici (volutamente richiamati da intermezzi a carattere didascalico su argomenti di fisica quantistica, biologia ed antropologia che interrompono la narrazione), a periodi caratterizzati da un linguaggio crudo e volgare, spesso senza soluzioni di continuità. L'effetto è di assoluto cinismo, di descrizione disumanizzata, simile all'osservazione del naturalista che studia un gruppo di insetti, probabilmente non a caso più volte richiamati negli intermezzi.
Per le scelte stilistiche e di struttura, risulta difficile anche la classificazione di questo libro in un genere preciso. Il prologo e l'epilogo, che descrivono un futuro prossimo in cui il genere umano ha modificato geneticamente il proprio corpo acquisendo l'immortalità, potrebbero suggerire la collocazione nel romanzo di fantascienza di genere utopico o distopico, ma queste brevi appendici appaiono un pretesto per dare più risalto alla critica sociale dell'epoca narrata nel testo, una scelta che richiama quella di Kurt Vonnegut in molte sue opere. Peraltro, il tema del cambiamento di paradigma culturale e sociale attraverso il superamento dei limiti biologici ottenuto grazie alla manipolazione genetica ritorna anche nelle opere successive di Houllebecq, tanto da farlo annoverare tra gli esponenti del transumanesimo, di cui massimi ispiratori sono i fratelli Julian ed Aldous Huxley, entrambi citati nel libro, dove il protagonista definisce Aldous uno degli intellettuali più influenti del ventesimo secolo.
Anche la presenza di elementi autobiografici sottolineati volutamente dall'autore (la madre del protagonista del libro, Janine Ceccaldi, ha lo stesso cognome della madre dello scrittore, il quale fu a sua volta abbandonato dai genitori e cresciuto dai nonni) aggiunge ulteriori elementi di complessità nel valutare quest'opera, in cui sembra comunque predominare il carattere di attacco diretto verso un'epoca storica descritta in maniera estremamente critica, salvandone pochissimi aspetti, tanto da non meritare alcun rimpianto nel nuovo mondo in cui il genere umano si ricrea.

## Critica e polemiche
Il romanzo fu subito accolto in modo molto contrastato dalla critica, con recensioni estremamente divergenti, più favorevoli all'estero che in Francia, diventando un caso letterario mondiale, venendo tradotto in 25 paesi. 
La provocazione dei contenuti del libro è tale da causare subito dopo la pubblicazione l'allontanamento dell'autore dalla rivista letteraria Revue perpendiculaire di cui faceva parte come componente del comitato redazionale, il che crea una coda di polemiche tra Houellebecq ed i rimanenti componenti della redazione, con una serie di articoli su Le Monde, polemiche che comunque contribuiscono al successo del libro in Francia.
Il libro nello stesso anno vince a sorpresa il Prix Novembre, malgrado la contrarietà del suo patron e fondatore Michel Dennery, che per questo si ritira dalla conduzione, causandone il cambiamento di nome in Prix Décembre. Houellebecq diventa quindi l'ultimo vincitore del premio con la vecchia denominazione. Tra i giurati c'è anche Philippe Sollers, che nel libro appare in un paio di occasioni, descritto in maniera piuttosto caricaturale e grottesca. Sollers dimostrerà successivamente di non essersela presa, testimoniando a favore di Houellebecq in occasione del processo per alcune dichiarazioni ritenute offensive verso l'Islam.

## Trasposizione cinematografica
Nel 2006 dal libro è stata realizzata una trasposizione cinematografica da una casa di produzione tedesca. Il film nello stesso anno partecipa al Festival internazionale del cinema di Berlino vincendo un Orso d'argento per il miglior attore protagonista, Moritz Bleibtreu. 

## Edizioni
- Michel Houellebecq, Le particelle elementari, collana Letteraria, traduzione di Sergio Claudio Perroni, 1ª ed., Milano, Bompiani, 1999  [1998], ISBN 978-88-452-4098-0.
- Michel Houellebecq, Le particelle elementari, collana Superpocket Bestseller, Milano, RL Libri, 2005, ISBN 978-88-462-0824-8.
- Michel Houellebecq, Le particelle elementari, collana Tascabili n. 680, Bompiani, aprile 2007, ISBN 978-88-452-4457-5.
- Michel Houellebecq, Le particelle elementari, collana i Delfini Best Seller. 85, La nave di Teseo, luglio 2021, ISBN 978-88-346-0753-4.